# Савиљано
Савиљано (итал. Savigliano) је насеље у Италији у округу Кунео, региону Пијемонт.
Према процени из 2011. у насељу је живело 16800 становника. Насеље се налази на надморској висини од 316 м.

## Становништво
Према резултатима пописа становништва 2011. у општини је живело 20.395 становника.
| 1931.  | 1936.  | 1951.  | 1961.  | 1971.  | 1981.  | 1991.  | 2001.  | 2011.  |
| ------ | ------ | ------ | ------ | ------ | ------ | ------ | ------ | ------ |
| 18.306 | 17.511 | 19.012 | 17.711 | 19.072 | 18.719 | 18.949 | 19.884 | 20.395 |

## Партнерски градови
- Mormanno